# Диссоциално разстройство на личността
Диссоциалното разстройство на личността, известно и като антисоциално личностно разстройство е дефинирано от DSM на американската психиатрична асоциация като "широко разпространен модел на насилие над правата на другите, който започва в детството или в ранната младост и продължва в зрялата възраст." Лъжата и манипулацията се разглеждат като същностни черти на разстройството. По тази причина е по-важно при правенето на диагнозата да се събере материал от други източници, отколкото индивида да бъде диагностициран. Също така обикновено се приема, че индивидите трябва да са на 18 години или по-големи, както и да имат документирана история на разстройствата в поведението преди 15-годишна възраст. Хората с диссоциално разстройство на личността понякога са свързвани със социопатите и психопатите, макар че някои изследователи смятат, че тези термини не са синомоми на разстройството.